# NGC 1754
NGC 1754 ist ein Kugelsternhaufen im Sternbild Tafelberg. Der Sternhaufen wurde im November 1836 von John Herschel mit einem 18,7-Zöllner entdeckt.